# Kvamsøya (Sande)
Kvamsøya er en ø i det sydlige Sunnmøre i Sande kommune, nord for Stad, i Møre og Romsdal fylke i Norge. Indbyggertallet var 227 pr. 1. januar 2018 .
Færgen fra kommunesenteret Larsnes tager 45 minutter, og sejler omkring både Åram og Voksa/Sandsøya.
På øen er der tredelt børneskole og børnehave. Den største arbejdsplads er Brimer Kvamsøy AS, som beskæftiger omkring 40 arbejdstagere.

## Historie
Under anden verdenskrig blev det tyske fragtskib «Hans Leonard» skudt i brand da det passerede Kvamsøya. Skibet var lastet med sprængstof, og eksplosionen som fulgte var en av de største i Norge under krigen. Også «Felix Scheder» sank i omtrent samme område, kun 2 måneder senere.